# Żukowice (Santa Cruz)
Żukowice es una localidad del distrito de Busko, en el voivodato de Santa Cruz (Polonia). Se encuentra en el sur del país, dentro del término municipal de Nowy Korczyn, a unos 6 km al oeste de la localidad homónima y sede del gobierno municipal, a unos 19 al sur de Busko-Zdrój, la capital del distrito, y a unos 66 al sur de Kielce, la capital del voivodato.
- Datos: Q8083370
- Multimedia: Żukowice, Świętokrzyskie Voivodeship / Q8083370